# Standardkunststoffe

Gewichtsbezogene Marktanteile der fünf am häufigsten verkauften Standardkunststoffe in Europa im Jahr 2013. (100 % ~ 46,3 Mt.)

Standardkunststoffe, auch Massenkunststoffe genannt, sind thermoplastische Kunststoffe, die sehr günstig in großen Mengen hergestellt werden und vielseitig verwendbar sind. Sie umfassen die fünf am häufigsten verbrauchten Kunststoffe, die zusammen 66 % des weltweit verwendeten Kunststoffs ausmachen: Polyethylen (PE-LD/PE-LLD und PE-HD), Polypropylen (PP), Polyvinylchlorid (PVC) und Polystyrol (PS). Sie werden von den technischen Kunststoffen (für technische Anwendungen) und Hochleistungskunststoffen (für Spezialanwendungen) abgegrenzt.

## Verwendung
Standardkunststoffe werden in zahlreichen Gebieten des alltäglichen Lebens verwendet, insbesondere für Verpackungen sowie im Bauwesen (speziell PVC).